# シリル・スコット
シリル・メイヤー・スコット（Cyril Meir Scott, 1879年9月27日 - 1970年12月31日）は、イギリス近代の作曲家、作家、詩人。

## 略歴
イングランド北部はマージーサイドのオクストン出身。父ヘンリー・スコットは船主で古代ギリシャ研究家であった。幼少期から楽才を発揮し、12歳でフランクフルト・ホッホ音楽院ピアノ科に入学し、21歳で最初の交響曲を完成させた。1909年に自作のピアノ曲を6曲ウェルテ・ミニョン社のピアノロールに録音している。
1921年にローズ・アラティーニと結婚し、娘ヴィヴィアン・メアリー（1923年生まれ）と息子デズモンド・シリル（1926年生まれ）を儲けるが、2人は第二次世界大戦後に別居している。1943年にマージョリー・ハーツトンと出会い、没年まで愛人関係を結んだ。
亡くなる3週間前まで作曲活動を続け、91歳で他界した。亡くなる頃には、スコットは過小評価されるようになっていた。再評価が始まったのはつい近年のことである。

## 作品
スコットはロマン派音楽の作曲家であったが、いくぶん印象主義的な特徴を備えていた。和声法や、ピアノ曲の命名法は、異国趣味が顕著であることから、一時期は「イギリスのドビュッシー」とも呼ばれた。作品数は400曲を前後し、4つの交響曲、2つのピアノ協奏曲、ヴァイオリン協奏曲、チェロ協奏曲、オーボエ協奏曲、チェンバロ協奏曲、いくつかの演奏会用序曲、交響詩、室内楽曲、3つの歌劇、4つのオラトリオ（ Nativity Hymn 1913年, Mystic Ode 1932年, Ode to Great Men 1936年, Hymn of Unity 1947年）、そして数百曲の歌曲がある。1903年から1914年まで、アレクサンドル・スクリャービンに次いでピアノ曲の曲数が多い作曲家であった（どちらも神秘主義的傾向があったという点でも共通している）。スコットは、ユージン・グーセンスによって「近代英国音楽の父」と呼ばれ、クロード・ドビュッシーやパーシー・グレインジャー、リヒャルト・シュトラウス、イーゴリ・ストラヴィンスキー、ソラブジらから評価された。

### 交響曲
- 第1番 ダルムシュタット初演（1900年）
- 第2番 ロンドン初演（1903年）
- 第3番「ムーサ The Muses 」マンチェスター初演（2003年）
- 第4番 マンチェスター初演（2005年）

シャンドス・レーベルは、スコットの管絃楽曲全集の制作を計画しており、第1弾に交響詩「ネプチューン」（1935年）、「ムーサ」交響曲（1939年）、ピアノ協奏曲第2番（1958年）、第2弾にピアノ協奏曲第1番（1913年-1914年）、交響曲第4番（1951年-1952年）、Early One Morning（1930年-1931年、revised1962年）、第3弾に祝典序曲（1902年、revised1912年と1929年）、ヴァイオリン協奏曲（1925年頃）、Aubade（1905年、revised1911年頃）、3つの交響的舞曲（1907年頃、旧交響曲第2番（1901年-1902年）が発表されている。

### ピアノ曲
- 蓮の国（ロータス・ランド）（1905年）Op.47-1、W.183
  - フリッツ・クライスラーによるヴァイオリンとピアノのための編曲版が有名。

### その他の作品
紛失したと思われてきた「ギターのためのソナチネ」（1927年）が、2001年にアンヘロ・ヒラルディーノによってアンドレス・セゴビアの書庫から発見された（セゴビアはこの作品の献呈先であった）。それ以来この作品は、ティルマン・ホップシュトックらのギタリストによって録音・実演が続けられている。

## 文学作品
スコットは、音楽活動に加えて、文筆活動にも携わった。オカルトや健康食品に興味があり、科学・哲学・宗教の混淆したものについて自らの信条を折々に書き綴った。以下のような著作がある。

### 散文
- 1920年 The Initiate: Some Impressions of a Great Soul (Anon.)
- 1920年 The Adept of Galilee - A Story and an Argument (Anon.)
- 1924年 Autobiography: My Years of Indiscretion
- 1927年 The Initiate in the New World (Anon.)
- 1928年 The Art of Making a Perfect Husband
- 1930年 Childishness: A Study in Occult Conduct
- 1932年 The Initiate in the Dark Cycle (Anon.)
- 1933年 Vision of the Nazarene (Anon.)
- 1933年 Music: Its Secret Influence Throughout the Ages
- 1953年 Outline of Modern Occultism
- 1936年 The Greater Awareness
- 1938年 Doctors, Disease and Health
- 1939年 Man is my Theme
- 1939年 the Ghost of a Smile
- 1939年 Victory over Cancer
- 1940年 Health, Diet and Commonsense
- 1942年 The Christian Paradox
- 1946年 Crude Black Molasses
- 1946年 Medicine, Rational and Irrational
- 1948年 Cider Vinegar
- 1952年 Die Tragoedie Stefan George
- 1953年 Man the Unruly Child
- 1953年 Simpler and Safer Remedies for Grievous Ills
- 1955年 Sleeplessness: Its Prevention and Cure by Harmless Methods
- 1956年 Constipation and Commonsense
- 1969年 Autobiography: Bone of Contention

### 韻文
- The Shadows of Silence and the Songs of Yesterday
- 1907年 The Grave of Eros and the Book of Mournful Melodies
- 1909年 Translation: The Flowers of Evil (Charles Baudelaire)
- 1910年 Translation: Poems of Stefan George (Selections from his Works)
- 1910年 The Voice of the Ancient
- 1912年 The Vales of Unity
- 1915年 The Celestial Aftermath: A Springtime of the Heart and Faraway Songs
- 1943年 The Poems of a Musician